# Cedar Rapids (film)
Cedar Rapids is een Amerikaanse filmkomedie uit 2011 geregisseerd door Miguel Arteta.

## Verhaal
Verzekeringsagent Tim Lippe (Ed Helms) woont in het saaie plaatsje Brown Valley (Wisconsin). Dan wordt hij op weggestuurd naar de grote stad, Cedar Rapids (Iowa) voor een conferentie. Tijdens deze conferentie wordt het suffe leven van Lippe behoorlijk op zijn kop gezet.

## Rolverdeling
| Acteur             | Personage          | Opmerkingen |
| ------------------ | ------------------ | ----------- |
| Ed Helms           | Tim Lippe          | Hoofdrol    |
| John C. Reilly     | Dean Ziegler       |             |
| Anne Heche         | Joan Ostrowski-Fox |             |
| Isiah Whitlock Jr. | Ronald Wilkes      |             |
| Stephen Root       | Bill Krogstad      |             |
| Kurtwood Smith     | Orin Helgesson     |             |
| Alia Shawkat       | Bree               |             |
| Rob Corddry        | Gary               |             |
| Mike O'Malley      | Mike Pyle          |             |
| Sigourney Weaver   | Macy Vanderhei     |             |
| Thomas Lennon      | Roger Lemke        |             |
| Inga R. Wilson     | Gwen Lemke         |             |
| Welker White       | Diane Krogstad     |             |
| Steve Blackwood    | Lindy              |             |
| Lise Lacasse       | Lila               |             |
| Mike Birbiglia     | Trent              |             |